# Boney M.

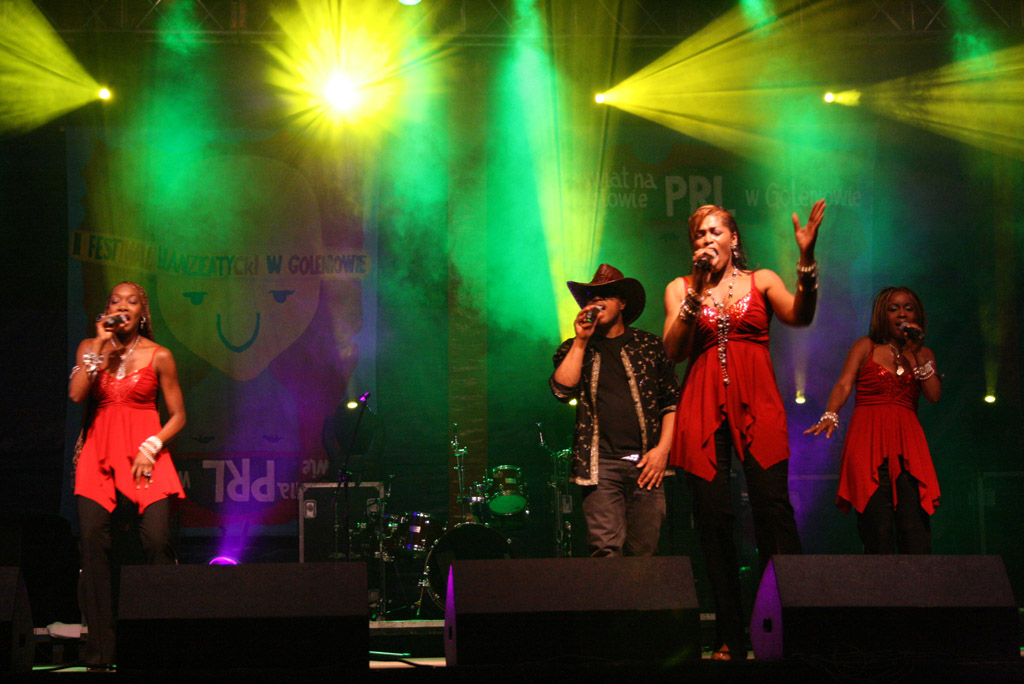
Boney M., 2007

Boney M. – zachodnioniemiecka grupa muzyczna grająca muzykę disco, euro disco, dance i eurodance, która odniosła sukces w latach 70. XX wieku.

## Historia zespołu
Zespół został utworzony w RFN w 1976 z inicjatywy muzyka i producenta muzycznego Franka Fariana.
Wydany w 1978 utwór „Nightflight to Venus” jest w rzeczywistości przeredagowaną wersją przeboju Cozy’ego Powella „Dance With the Devil”. W dłuższej wersji piosenki „Rasputin” wstęp perkusyjny jest również cytatem z tego samego utworu Powella.
W 1978 Boney M. był pierwszym zespołem muzycznym z Zachodu (Niemiec) zaproszonym przez Leonida Breżniewa do ZSRR. Artyści przylecieli samolotem Aerofłotu z Londynu do Moskwy, gdzie na Placu Czerwonym zaśpiewali dla 2700 Rosjan. Rok później na scenie Opery Leśnej, podczas Sopockiego Festiwalu Interwizja zespół wystąpił z zakazaną w Polsce piosenką „Rasputin”. Telewizja nadała ten występ z jednodniowym opóźnieniem, wycinając kontrowersyjną – mającą godzić w sojusz z ZSRR – piosenkę. Zespół w Sopocie 1979 wystąpił w składzie: Bobby Farrell, Liz Mitchell, Marcia Barrett i Maizie Williams. Był to oficjalny skład zespołu z pierwszego okresu jego istnienia – w składzie tym nagrano pierwsze sześć płyt. W trakcie nagrywania płyt śpiewały jednak tylko Liz Mitchell (większość wokali solo) i Marcia Barrett oraz menedżer zespołu Frank Farian, a w kilku utworach gościnnie wokalistka zespołu Eruption Precious Wilson; Bobby Farrell i Maizie Williams występowali tylko na scenie. W szczegółowych informacjach zamieszczanych na wewnętrznych okładkach płyt (gdzie znajdowały się dane o osobach uczestniczących w nagraniu danego utworu) nazwiska wokalistów były jawnie podawane, zatem nie było tu mistyfikacji takiej, jakiej Frank Farian dopuścił się po latach z grupą Milli Vanilli.
Singel „Rivers of Babylon”, ze słowami częściowo zaczerpniętymi z Psalmów 137 oraz 19, stał się drugim najlepiej sprzedającym się singlem wszech czasów w Wielkiej Brytanii. Pierwszym wykonawcą piosenki była jednakże jamajska grupa reggae The Melodians, w skład której wchodzili autorzy napisanej piosenki – Brent Dowe i Trevor McNaughton. Zespół nagrał „Rivers of Babylon” w 1969 i dzięki niej zdobył pewną popularność. Singel „Mary's Boy Child/Oh My Lord” z 1978 trafił do Księgi rekordów Guinnessa jako najszybciej sprzedający się singel wszech czasów – sprzedaż w ciągu czterech tygodni grudnia 1978 wyniosła na świecie 2,5 mln egzemplarzy.
Lata 80. to pasmo wzlotów i upadków. Producent pozwolił Bobby’emu Farellowi wokalnie udzielać się w piosenkach Boney M. („Train to Skaville” i „We Kill the World”). Nie trwało to jednak długo, ponieważ w 1981 Farrell został wyrzucony z zespołu po nagraniu albumu Boonoonoonoos. Powodem miało być nieprofesjonalne podejście tancerza do obowiązków, a jego miejsce zajął Reggie Tsiboe. Do zespołu Farell powrócił w 1984.
30 grudnia 2010 w Sankt Petersburgu zmarł wokalista zespołu – Bobby Farrell.

## Skład
- 1976–1981 oraz 1986–1989 Bobby Farrell, Liz Mitchell, Maizie Williams i Marcia Barrett – oryginalny skład z czasów popularności zespołu
- 1982–1984 Liz Mitchell, Maizie Williams, Marcia Barrett i Reggie Tsiboe
- 1984–1986 Bobby Farrell, Liz Mitchell, Maizie Williams, Marcia Barrett, i Reggie Tsiboe

## Dyskografia

### Albumy studyjne
- Take the Heat off Me (1976)
- Love for Sale (1977)
- Nightflight to Venus (1978)
- Oceans of Fantasy (1979)
- Boonoonoonoos (1981)
- Christmas Album (1981)
- Ten Thousand Lightyears (1984)
- Eye Dance (1985)

### Kompilacje
- The Magic of Boney M. – 20 Golden Hits (1980)
- Children of Paradise – The Greatest Hits of Boney M. – Vol. 2 (1981)
- Kalimba de Luna – 16 Happy Songs (1984)
- Fantastic Boney M. (1984)
- Christmas with Boney M. (1984)
- The Best of 10 Years – 32 Superhits (1986)
- The 20 Greatest Christmas Songs (1986)
- Greatest Hits of All Times – Remix '88 (1988)
- Greatest Hits of All Times – Remix '89 – Volume II (1989)
- The Collection (1991)
- Daddy Cool – Star Collection (1991)
- Happy Christmas (1991)
- Gold – 20 Super Hits (1992)
- The Most Beautiful Christmas Songs of the World (1992)
- The Greatest Hits (1993)
- More Gold – 20 Super Hits Vol. II (1993)
- Hit Collection (1996)
- Best in Spain (1996)
- The Best of Boney M. (1997)
- Norske Hits (1998)
- A Wonderful Christmas Time (1998)
- Christmas Party (1998)
- Ultimate (1999)
- 20th Century Hits (1999)

### Single
- „Baby Do You Wanna Bump?” (1975)
- „Daddy Cool” (1976)
- „Sunny” (1976)
- „Belfast” (1977)
- „Ma Baker” (1977)
- „Hooray Hooray, It's A Holi-Holiday” (1978)
- „Painter Man” (about Andy Warhol, 1978)
- „Rasputin” (1978)
- „Rivers of Babylon” (1978) (z przebojem „Brown Girl in the Ring”)
- „El Lute” (1979)
- „Felicidad (Margherita)” (listopad 1980)
- „Gadda-Da-Vida” (1980)
- „We Kill The World” (wrzesień 1981)
- „Jambo – Hakuna Matata (No Problems)” (czerwiec 1983)
- „Happy Song” (1984)
- „Kalimba Da Luna” (1984)
- „Young, Free and Single” (sierpień 1985)
- „Daddy Cool – Anniversary Remix '86" (1986)
- „Everybody Wants To Dance Like Josephine Baker” (1989)